# Історія Республіки Китай (Тайвань)
Істо́рія Респу́бліки Кита́й (Тайва́нь) — період з історії Республіки Китай (КР), який характеризується процесами евакуації органів влади держави та прихильників Гоміндану на острів Тайвань, підготовкою до відвоювання материкової частини Китаю у комуністів та протистоянням з Китайською Народною Республікою (КНР), проведенням демократичних та економічних реформ на острові, участю КР в міжнародних відносинах, спробами налагодити незначні відносини з КНР.
В результаті капітуляції та окупації Японії наприкінці Другої світової війни острови Тайвань і Пенху 25 жовтня 1945 року були передані в управління Республіці Китай, яка перебувала під владою Гоміндана. Після різанини 28 лютого 1947 року у 1949 році губернатор Тайваню Чень Чен і Міністр національної оборони Республіки Китай оголосили воєнний стан. Після закінчення громадянської війни в Китаї в 1949 році уряд Республіки Китай переїхав з материка, оскільки Комуністична партія Китаю проголосила Китайську Народну Республіку (КНР). Гоміндан перебазувався на Тайвань і оголосив Тайбей тимчасовою столицею Республіки Китай (РК). Протягом багатьох років РК і КНР прагнули отримати визнання кожен за собою на дипломатичній арені як законний уряд «Китаю». 1971 року. Організація Об'єднаних Націй виключила зі свого складу РК, натомість ввела представництво КНР.
Воєнний стан було скасовано аж у 1987 році. З цього часу на Тайвані розпочався процес демократизації, який ознаменувався скасуванням Тимчасових положень і продовжився проведенням перших прямих виборів президента в 1996 році. 2000 року Демократична прогресивна партія (ДПП) прийшла до влади і почала боротися за визнання незалежності Тайваню.
Через неоднозначний політичний статус Тайваню РК брала участь у низці міжнародних організацій під назвою «Китайський Тайбей». Керуючись політикою одного Китаю уряд КНР вважає, що Республіка Китай припинила своє існування і що Тайвань є невіддільною частиною КНР, незважаючи на те, що остання ніколи не контролювала острів. Крім того, КНР відмовляється від дипломатичних відносин з будь-якою країною, яка визнає РК. На теперішній час Республіка Китай контролює Тайвань, Пенху, Цзіньмень, Мацзу та інші незначні острови.

## Хронологія

### Раннє повоєнне суспільство
Друга світова війна завершилися 2 вересня 1945 року поразкою Японської імперії та нацистської Німеччини. Управління над Тайванем, яким Японія управляла згідно із Сімоносекським договором з 1895 року, був перебраний під контроль очолюваної Гомінданом Китайської Республіки (РК).
Хе Їнцін, представник РК на церемоніях капітуляції Японії, повідомив про утворення Офіс голови уряду провінції Тайвань, окремої провінційної гілки влади від виконавчої системи материкового Китаю, що був під контролем комуністів. Головою виконавчої влади провінції Тайвань став Чень Ї. Він оголосив 25 жовтня Днем ретроцесії, тобто припинення японського управління Тайванем. Однак на той момент союзники у Другій світовій війні не визнали односторонню анексію Тайваню, адже ще між Китайською Республікою під керівництвом Гоміндану та Японією не було підписано мирного договору.
Адміністрація Чень Ї погрязла в корупції, а також відсутністю дисципліни у військовій поліції, яка забезпечувала контроль над Тайванем. Чень Ї все більше монополізовував владу. На додаток до цього, післявоєнна економіка острова зазнала краху та прямувала до рецесії, через що на острові погіршувався добробут громадян. Урядова програма «деяпонізації» посприяла культурному протистоянню, а також напруженості між зростаючим населенням мігрантів з материка та жителями довоєнного острова. Напруженість у суспільстві вилилась на вулиці у 1947 році, коли поліція арештовуючи продавця сигарет смертельно поранила сторонього перехожого. Зіткнення між поліцією та протестувальниками швидко поширилися по всьому острову та переросли у загальне повстання проти Чень Ї та його адміністрації (офісу). Ці події отримали в подальшому назву інцидент 28 лютого. Кілька тижнів потому урядові війська були направлені на Тайвань з материка, щоб впоратися з кризою та придушити будь-яку опозицію чи опір уряду. Багато відомих діячів тайванського суспільства та звичайні жителі острова були вбиті або ув'язнені без суду, почали траплятися випадки зникнення людей. Інцидент 28 лютого був прелюдією до білого терору 1950-х років, який призвів до етнічної напруженості між довоєнним та післявоєнним населенням, а також став причиною виникнення руху за незалежність Тайваню.

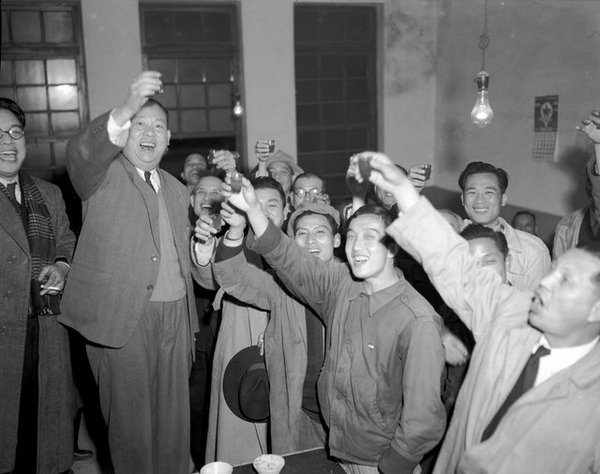
Тайванський політик, який не належить до Гоміндану, У Саньлєн разом зі своїми прихильниками святкує свою перемогу (65,5 % голосів) на перших прямих виборах мера Тайбею в січні 1951 року.

Після інциденту 28 лютого очолюваний Гомінданом уряд реорганізував місцеву адміністрацію (офіс), скасувавши канцелярію голови виконавчої влади та створивши новий уряд провінції. Вей Таомін, з родини науковців, став першим губернатором провінції Тайвань і під час свого правління скоротив масштаби державних витрат, які значно зросли за часів Чень Ї.
Вей реформував валютну систему, замінивши знецінений старий тайванський долар на новий тайванський долар за обмінним курсом 40 000:1, і запровадив зменшення плати за орну землю (Положення про зменшення плати за орну землю на Тайвані (1949)), що послабило інфляцію. 1949 року на посаді губернатора Вея змінив Чень Чен.
Гоміндан розглядав місцеве населення Тайваню таким, що значно попало під вплив Японії. Ці погляди формували політику, згідно якої Гоміндан вважа, що населення Тайваню є відсталим і потребує перевиховання. Партія Гоміндан прагнула знищити будь-які сліди японського впливу та прищепити народу Тайваню нову китайську ідентичність.
Після капітуляції Японії більшість з приблизно 300 000 японських жителів Тайваню депортували. Гоміндан також конфіскував майно японських колоністів, а потім його розпродали або привласнили. У сучасному Тайвані ці дії засуджуються. Гоміндан також забрав активи, які належали японській колоніальній владі. 2017 року суд зобов'язав Гоміндан виплатити компенсацію за 458 об'єктів власності, які були експропрійовані у японського населення.

### Авторитаризм, військовий режим і холодна війна

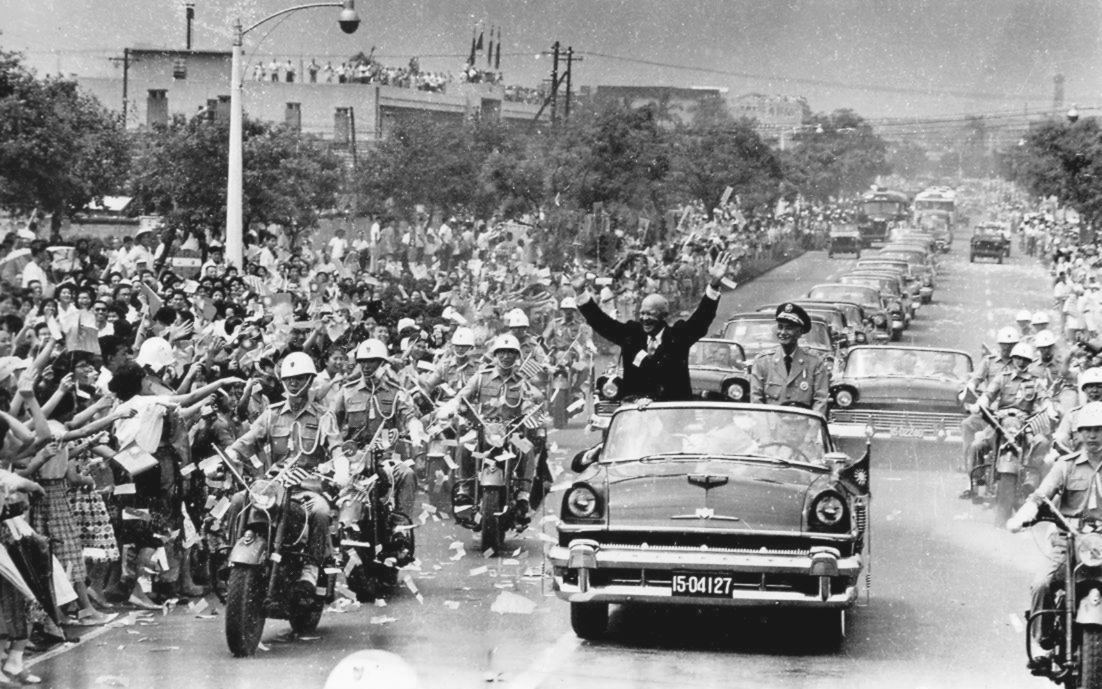
Президент Чан Кайші разом з президентом США Дуайтом Д. Ейзенхауером візиту останього до Тайбею, Тайвань, у червні 1960 року.

20 липня 1946 року Чан Кайші розпочав широкомасштабний напад на територію, контрольовану Комуністичною партією Китаю у Хуабеї за допомогою 113 бригад (загалом 1,6 мільйона військових), розпочавши новий етап громадянської війни в Китаї. Чень Чен, який обіймав посаду голови уряду провінції Тайвань і командував тайванським гарнізоном, оголосив воєнний стан на острові 19 травня 1949 року
У грудні 1949 року збройні сили Республіки Китай і Гоміндан зазнали поразки в громадянській війні в Китаї, що змусило владу Республіки Китай повністю евакуюватися на Тайвань. В свою чергу Комуністична партія Китаю проголосила створення нової китайської держави: Китайської Народної Республіки.
Переїжджаючи на Тайвань Гоміндан розглядав це як тимчасове явище. Чан Кайші тоді сказав: «Готуйтеся один рік, контратакуйте через два роки, знищіть ворога через три роки і досягніть успіху протягом п'яти років». Для реалізації цієї мети держава переозброювала армію та розвивала економіку.
Після інциденту 28 лютого націоналістичний уряд розпочав кампанію придушення політичних інакодумців. Гоміндан здебільшого ув'язнював представників інтелектуальної та соціальної еліти Тайваню через страх, що вони можуть чинити опір їхньому правлінню або симпатизувати комунізму.
До 1958 року через протоку проводилися невеликі військові кампанії між військовими силами Південної Кореї та Народно-визвольною армією Китаю. Спроба комуністичного Китаю захопити контрольований Гомінданем острів Кемой була зірвана в жовтні 1949 року, що зупинило наступ комуністичної армії на Тайвань.
У квітні 1950 року військові операції КР завершилися успішним завоюванням острова Хайнань, а також захоплення архіпелагу Ваньшань біля узбережжя Гуандун (травень–серпень 1950 року) та острова Чжоушань біля Чжецзяна (травень 1950 року).
Цей період напруги тривав до Другої кризи в протоці до того часу, коли США пообіцяли захистити острів від комуністів. З цього моменту обидві сторони припинили всі основні бойові дії один проти одного. Хоча військово-морські сили Республіки Китай відновили односторонні бойові дії, після того як ВМС США таємно вивели свої військові кораблі з Тайванської протоки.

### Демократичні реформи
Китайська Республіка вступила у фазу розвитку конституційної демократії з проголошенням Конституції Китайської Республіки в 1947 році. Згодом Національна революційна армія була перейменована на Збройні сили Республіки Китай. Тимчасові положення проти комуністичного повстання, були прийняті як поправки до Конституції. Це дозволило запровадити воєнний стан на Тайвані та обмежити громадянські свободи та демократію. Офіційним обґрунтуванням Положення була триваюча громадянська війна в Китаї, і РК фактично перебувала під військовим управлінням Гоміндану під час періоду мобілізації. На Тайвані фактично діяв воєнний стан.
Однак із занепадом однопартійної системи Гоміндану та руху за демократизацію в 1980-х роках воєнний стан був зрештою скасований у 1987 році (остаточно всі його положення були скасовані в 1991 році). Конституційна демократія була відновлена в РК після 1987 року.
Коли Китайська Республіка переїхала на Тайвань у 1949 році, Китайська молодіжна партія, Китайська соціал-демократична партія та Гоміндан були єдиними легальними політичними партіями на Тайвані. Інші створені партії діяли в рамках руху Танвай.
До початку 1970-х років Китайська Республіка була визнана членами ООН єдиним законним урядом Китаю, у тому числі більшістю західних країн, які відмовилися визнавати Китайську Народну Республіку через холодну війну. Правління Гоміндану на Тайвані в умовах воєнного стану до кінця 1980-х років мало за мету боротися проти комунізму та підготуватися до повернення на материк. Тому політичне інакодумство не допускалося.
Наприкінці 1970-х — на початку 1980-х років на Тайвані відбулись відчутні зміни. Багато громадян, які на початках були в скрутному становищі в результаті економічних реформ перетворилися на середній клас. Вільне підприємництво та зростання добробуту дозволило тайванцям вимагати дотримання основних прав людини. Інцидент у Каосюні став поворотним пунктом для демократії на Тайвані.
На початку 1970-х років Тайвань зіткнувся з невдачами в міжнародній сфері. 1971 року Республіка Китай вийшла з Організації Об'єднаних Націй, яка незадовго до того визнала законною вимогою Китайської Народної Республіки бути офіційним представником Китаю в ООН. РК було запропоновано подвійне представництво на рівні з КНР, але Чан Кайші вимагав зберегти місце в Раді Безпеки ООН, що було неприйнятно для КНР. Кайші висловив свою позицію у відомій промові «Небо недостатньо велике для двох сонць». У жовтні 1971 року Генеральна Асамблея ООН прийняла резолюція № 2758, і «представників Чан Кайші» (і, таким чином, РК) було виключено з ООН і замінено на представників з КНР. 1979 року Сполучені Штати Америки визнали офіційну владу Китаю за КНР.
Чан Кайші помер у квітні 1975 року у віці 87 років, і його наступником на посаді президента став Янь Цзягань, тоді як його син Цзян Цзін-го очолив Гоміндан. Цзян Цзін-го, будучи у минулому главою таємної поліції, яка викликала страх у громадян і ворогів, визнав необхідність провести в ній реформи. В результаті в державі відбувалося поступове послаблення політичного контролю, перехід до демократії та рух до тайванізації. Противникам націоналістів більше не заборонялося проводити зібрання та друкувати інформацію. Хоча опозиційні політичні партії все ще були незаконними. Проте, коли в 1986 році була створена Демократична прогресивна партія як перша опозиційна партія, президент Цзян вирішив не припиняти її діяльність та не переслідувати лідерів. Представники цієї партії офіційно брали участь у виборах як незалежні кандидати від руху Танвай. У наступному році Цзян скасував воєнний стан і дозволив відвідувати материковий Китай.
Цзян, ставши президентом, призначив своїм віце-президентом Лі Денхуея, технократа з тайванським походженням, який вразі відсутності президента виконував його обов'язки. Цим змінам послідували інші реформи, які надали більше повноважень місцевим громадам і заспокоїли противників Гоміндану. У порівнянні з іншими автократіями Азії Гоміндан саме завдяки реформам уникнув значних потрясінь на Тайвані.
Після смерті Цзян Цзін-го у 1988 році його наступником став Лі Денхуей, який продовжив впровадження демократичних реформ. Лі надав більше прав громадянам, які народилися на Тайвані. Місцева культура та історія визначалися загальнокитайською. Реформи Лі передбачали передачу друку банкнот нового тайваньсого долара від Провінційного банку Тайваню до Центрального банку Китайської Республіки. За його президентства фактично було припинено функціонування уряду провінції Тайвань, а його функції було передано Виконавчому юаню. 1991 року представники Законодавчого юаня, які були обрані в 1947 році і представляли регіони материкового Китаю, були відправлені у відставку. Також були зняті обмеження на використання тайванських мов у ЗМІ та в школах. Лі Денхуей вважав, що сільське господарство є основою нації, і активно його розвивав. Він впроваджував програми медичного страхування та страхування від професійних ризиків для фермерів. Також надавав значенню японському корінню більшої частини сільськогосподарської інфраструктури Тайваню.
Намагаючись підтримувати добрі стосунки з КНР, Тайвань уникав будь-якої критики подій на площі Тяньаньмень, а ЗМІ було заборонено висвітлювати ці події. Групі студентів, які намагалися на орендованому кораблі переплисти Тайваньску протоку та транслювати Тайваньські передачі для жителів КНР, влада створила такі перешкоди, що активісти в результаті відмовилися від цієї ідеї.
Лі не зміг подолати величезну корупцію, яка пронизала уряд, і багато прихильників Гоміндану вважали, що Лі зрадив РК, впроваджуючи реформами. Хоча представники опозиції вважали реформи не надто достатніми.

### Демократичний період
Лі балотувався як чинний президент на перших прямих президентських виборах Тайваню в 1996 році проти кандидата від Демократичної прогресивної партії, колишнього дисидента Пен Мінміня. Під час виборчої кампанії КНР провела серію ракетних випробувань у Тайванській протоці з метою залякування тайванських жителів, щоб виборці проголосували за кандидатів, які виступають за об'єднання Тайваня з комуністичним Китаєм, Чень Ліаня та Лінь Янкана. Агресивна поведінка КНР спонукала президента США Клінтона прийняти резолюцію в межах Закону про відносини з Тайванем і направити дві авіаносні групи в регіон біля південного узбережжя Тайваню для спостереження за ситуацією. КНР були змушені припинити ракетні випробування. Цей інцидент відомий як криза Тайванської протоки 1996 року.
Однією із останніх заяв Лі на посаді президента було оголошення по німецькому радіо, що РК і КНР мають напружені міждержавні відносини. Ця заява викликали митєву реакцію Пекіна у вигляді військових навчань Народно-визвольної армії Китаю у Фуцзяні та відключенням електроенергії на всьому острові. Ці кроки комуністичного Китаю розцінювалися як можлива підготовка до нападу на Тайвань.
Президентські вибори на Тайвані у 2000 році ознаменували завершення монополії на владу Гоміндану як правлячої партії. Кандидат від Демократичної прогресивної партії Чень Шуйбянь був обраний президентом, а одночасно з ним Лу Сюлянь на посаду віце-президентки. У виборах брали участь три кандидати, в результаті яких голоси Синього альянсу розділилися між позапартійним Джеймсом Соун Чуюєм (колишній член Гоміндану, а після виборів створив Першу народну партію) і кандидатом від Гоміндану Лянь Чжаном. Чень набрав 39 % голосів.

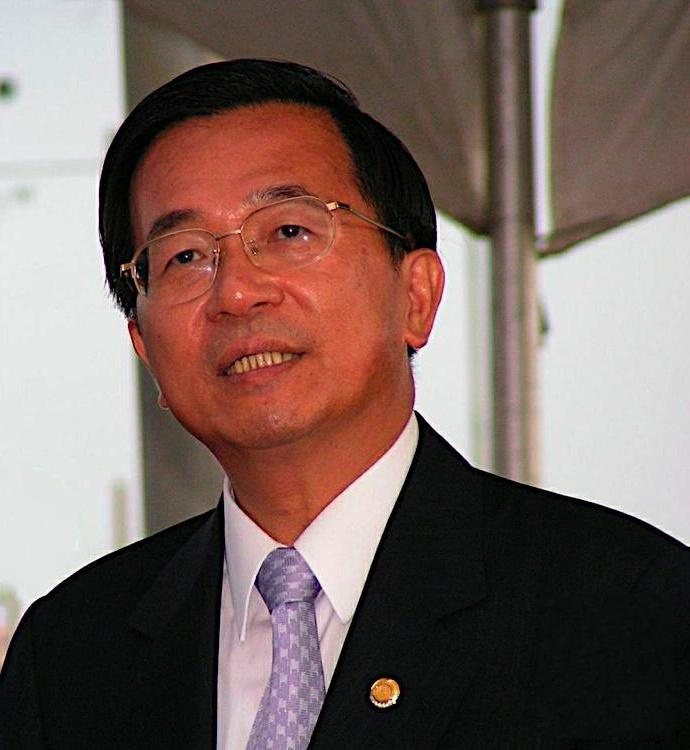
Чень Шуйбянь у 2000 році був обраний першим президентом Тайваню, який не належить до Гоміндану.

У серпні 2002 року президент Чень відкрито заявив, що відносини між Тайванем і материковою частиною є Концепцією двох окремих держав. Ця концепція призвела до суперечок по всьому Тайвані, у Китаї та США. 2004 року, за день до президентських виборів на Тайвані у 2004 році, на президента Ченя та віце-президента Лу скоїли замах на вбивство. Вони обоє були переобрані наступного дня на свої посади, хоча Синій альянс заперечувала правдивість результатів через нееликий розрив кандидатів та інцидент зі стріляниною. 2005 року новообраний склад Національної асамблеї прийняв конституційні поправки, які призвели до його саморозпуску і припинення функціонування. Таким чином, в державі сформувався двопалатний парламент. Вибори до Законодавчого юаня в 2004 році проводилися за паралельним голосуванням, що посилило двопартійну систему. В результаті корупційних скандалів у керівництві Демократичної прогресивної партії 9 вересня 2006 року колишній її голова Ши Мінде очолив кампанію проти Чень Шуйбяна під назвою «Мільйон голосів проти корупції, президент Чень повинен піти», але бажаного результату не досягнув.
Гоміндан зберіг контроль над законодавчою владою на виборах до Законодавчого юаня у січні 2008 року. На президентських вибораху травні 2008 року кандидат від Гоміндану Ма Їнцзю балотувався з гаслами дружніх відносин з материковим Китаєм та економічних реформ. Він здобув перемогу на виборах над кандидатом від Демократичної прогресивної парті Сє Чантіном, набравши 58,48 % голосів.
Ма був переобраний у січні 2012 року, Гоміндан зберіг свою більшість у Законодавчому юані на об'єднаних виборах у тому ж році. На виборах 2016 року Демократична прогресивна партія відновила владу, а Цай Інвень стала першою жінкою-президентом Тайваню.
24 травня 2017 року Конституційний суд постановив, що одностатеві пари мають право на шлюб і надав Законодавчому юаню два роки на внесення відповідних змін до законів Тайваню про шлюб. Згідно з рішенням суду, якщо поправки не будуть прийняті протягом двох років, одностатеві шлюби автоматично стануть легальними. По суті, в травні 2019 року Китайська Республіка на Тайвані стала першою країною в Азії та першою суверенною державою, яка не входить до ООН, що дозволила одностатеві шлюби
Місцеві вибори, що відбулися 24 листопада 2018 року призвели до політичного краху Демократичної прогресивної партії, а також до відставки президента Цай Інвень з посади лідера партії. Гоміндан отримав перемогу в додаткових 9 округах/містах з 22. Кандидати в мери Гоміндану перемогли в Новому Тайбеї, Тайчжуні та Гаосюні, останній з яких був політичним форпостом Демократичної прогресивної партії протягом 20 років.
У січні 2020 року Цай Інвень була переобрана на президентських виборах. На парламентських виборах Демократична прогресивна партія президента отримала більшість, 61 зі 113 місць. Гоміндан отримав 38 місць.
Візит Ненсі Пелосі на Тайвань у 2022 році призвів до посилення напруженості між Тайванем і Китаєм, водночас зміцнив зв'язки США і Тайваню. У відповідь на поїздку Народно-визвольна армія Китаю провела військові навчання навколо Тайваню, включаючи пуски ракет, які пролітали над Тайванем.

## Відносини між протоками та міжнародне становище
Наприкінці 1943 року було підписано Каїрську декларацію, серед пунктів якої було те, що всі території Китаю, включаючи Формозу (Тайвань), які окупувала Японія, будуть повернуті Китайській Республіці. Ці тези були повторені в Потсдамській декларації, виданій у 1945 році. Пізніше того ж року закінчилася Друга світова війна і Японія прийняла ультиматум щодо беззаперечної капітуляції, визначений Потсдамською декларацією. Головнокомандувач союзними окупаційними військами наказав, щоб японські сили на Тайвані здалися уряду Республіки Китай. 25 жовтня 1945 року в Тайбеї у Чжуншань-Холі японський уряд на Тайвані капітулував перед представником Китайської Республіки Чень Ї. 1951 року Японія офіційно підписала Договір у Сан-Франциско, але через нечіткість ситуації громадянської війни в Китаї мирний договір не вказував, якій конкретно владі належить Тайваню. У другій статті Тайбейського договору 1952 року після Сан-Франциського договору Японія підтвердила свою відмову від суверенітету над Тайванем, Пескадорськими островами, островами Спратлі та Парасельськими островами.
Китайська Народна Республіка і Китайська Республіка продовжували воювати до 1979 року. У жовтні 1949 року спроба КНР захопити контрольований РК острів Цзіньмен була зірвана в битві при Кунінтоу, зупинивши просування Народно-визвольної армії Китаю до Тайваню. Інші десантні операції комуністів 1950 року були більш успішними: вони захопили острів Хайнань у квітні 1950 року, архіпелаг Ваньшань біля узбережжя Гуандун (травень–серпень 1950 року) та острів Чжоушань біля Чжецзяна (травень 1950 року).
У червні 1949 року КР оголосила про «блокаду» всіх портів материкового Китаю, а її військово-морський флот спробував перехоплюти всі іноземні кораблі. Блокада поширювалася на північ від гирла річки Мін у провінції Фуцзянь до гирла річки Ляохе в Маньчжурії. Оскільки мережа залізниць материкового Китаю була слаборозвиненою, торгівля з півночі на південь значною мірою залежала від морських шляхів. Військово-морська діяльність РК також спричинила серйозні труднощі для риболовлі материкового Китаю.
Після втрати материкового Китаю група з приблизно 12 000 солдатів Гоміньдану евакуювалася до Бірми та продовжила партизанську боротьбу проникаючи на південь Китаю. Їх лідер, генерал Лі Мі, отримував фінансування від РК, а також був номінально призначений губернатором Юньнаня. Спочатку США підтримували цих повстанців, а Центральне розвідувальне управління надавало їм допомогу. Після звернення бірманського уряду до Організації Об'єднаних Націй у 1953 році США почали вимагати в РК відкликати партизанів. До кінця 1954 року майже 6000 солдат РК покинули Бірму і Лі Мі оголосив про розформування своєї армії. Проте ще тисячі залишилися і РК продовжувала постачати і управляти їх діями, іноді таємно надаючи підкріплення.
Під час Корейської війни деяких полонених солдатів комуністичного Китаю, багато з яких спочатку були солдатами Гомінданду, було репатрійовано на Тайвані, а не вислано на материк. На початку 1950-х партизанські сили Гоміндану продовжували здійснювати рейди в південно-західний Китай. Уряд Республіки Китай здійснив низку повітряних бомбардувань ключових прибережних міст материкового Китаю, таких як Шанхай.
Незважаючи на те, що США гарантували військову допомгу РК тільки на Тайвані Гоміндан вважав острови, що залишилися у складі провінції Фуцзянь, життєво необхідними для майбутніх військових компаній з метою повернення контролю над материковим Китаєм. 3 вересня 1954 року почалася перша криза в Тайванській протоці, коли Народно-визвольна армія Китаю почала обстріл Цзіньменя і погрожувала взяти острови Дачен. 20 січня 1955 року комуністична армія зайняла сусідні острова Їцзяншань, при цьому весь гарнізон КР із 720 військовослужбовців, що захищали острів були вбиті або поранені. 24 січня того ж року Конгрес США прийняв Формозьку резолюція, яка уповноважувала президента захищати і інші острови під контролем РК. Перша криза в Тайванській протоці завершилася на Бандунгській конференції в березні 1955 року, після якої комуністи припинили бомбардування.
Друга криза в Тайванській протоці почалася 23 серпня 1958 року з повітряних та морських зіткнень між збройними силами КНР і Південної Кореї, що призвело до інтенсивного артилерійського обстрілу Цзіньменя (з боку КР) і Сяменя (з боку Південної Кореї). Патрульні катери комуністичної армії заблокували кораблі підтримки КР. Хоча Сполучені Штати відхилили пропозицію Чан Кайші бомбити артилерійські батареї материкового Китаю, але натомість надали винищувачі і зенітні ракети Гоміндану. Також були надані десантні кораблі для наземних операцій, щоб зняти блокаду островів. 7 вересня США супроводжували конвой кораблів постачання КР, а КНР у той час утрималась від ведення вогню. 25 жовтня КНР оголосила про «припинення вогню по парних днях», відтоді комуністи обстрілювали Цзіньмень лише по непарних днях.
Незважаючи на закінчення бойових дій, обидві сторони ніколи не підписували жодної угоди чи договору про офіційне припинення війни.
Після 1950-х років «війна» стала більше символічною, ніж реальною, реально хіба що обстрілювався Цзіньмень або з нього материковий Китай. Пізніше бойові снаряди замінили агітаційними листами. Бомбардування остаточно припинилися в 1979 році після встановлення дипломатичних відносин між КНР і США.
У цей період пересування людей і товарів між контрольованими територіями КНР і КР практично припинилося. Були випадкові перебіжчики. Одним із відомих перебіжчиків був Джастін Їфу Лінь, який переплив протоку між Цзіньменем і материком, перебравшись до КНР, а через деякий час ставголовним економістом і старшим віце-президентом Світового банку.
Більшість очікували на крах правління Чан Кайші, коли відбудеться вторгнення комуністів на Тайвань. Також втратилась підтримка США. Ситуація радикально змінилася з початком Корейської війни в червні 1950 року. В цей час допущення повної перемоги комуністів над Чан Кайші було політично невигідно США. Президент Гаррі С. Трумен наказав Сьомому флоту Сполучених Штатів Америки увійти в Тайванську протоку, щоб запобігти нападу РК і КНР одній на одну.
Після того, як РК поскаржилася в ООН на те, що Радянський Союз підтримує КНР, 1 лютого 1952 року Генеральна Асамблея ООН прийняла резолюцію 505, що засуджувала дії Радянського Союзу.
1987 року через інцидент 7 березня (різанина в Лєюї) відбулися зміни у відносинах КР і КНР. Через 4 місяці, 15 липня, Воєнний стан на Тайвані було скасовано; а через 5 місяців, 15 грудня, уряд Республіки Китай почав дозволяти відвідування материкового Китаю. Припинення воєнних дій дозволило солдатам КР, які десятиліттями були розлучені зі своїми родинами на материковому Китаї зустрітися. Це також стало каталізатором розморожування відносин між двома сторонами. Проблеми, породжені розширенням контактів, вимагали механізму регулярних переговорів.
Щоб здійснювати переговори з материковим Китаєм щодо оперативних питань без шкоди для позиції влади Гоміндану у запереченнях легітимності іншої сторони, уряд КР створив «Фонд обміну інформацією», номінально неурядову установу, яка безпосередньо керувала Радою у справах материка, структурою Виконавчого юаня. Натомість КНР створилаАсоціацію відносин через Тайванську протоку, якою безпосередньо керує Канцелярія у справах Тайваню при Держраді КНР. Ця система, названа «білими рукавичками», дозволяла двом урядам взаємодіяти один з одним на напівофіційній основі без шкоди для відповідної політики суверенітету.
На чолі зі старшими державними чиновниками Ґу Чженьфу та Ван Даохань дві організації розпочали серію переговорів, кульмінацією яких стали зустрічі 1992 року, які разом із подальшим листуванням затвердили Консенсус 1992 року. Згідно цих зустрічей обидві сторони погодилися не обговорювати питання суверенітету, а займатися питаннями, що стосуються обох сторін.
У той же час, у своїх виступах президент Республіки Китай Лі Денхуей все більше звертався до питання незалежності Тайваню. До 1990-х років РК була однопартійною авторитарною державою, яка прагнула остаточного возз'єднання з материковим Китаєм на своїх умовах. Проте з перебігом демократичних реформ на політику Тайваню почала впливати громадська думка. У результаті уряд Республіки Китай відійшов від своєї прихильності політиці одного Китаю до окремої політичної ідентичності Тайваню. Цзян Цземінь, генеральний секретар Центрального комітету Комуністичної партії Китаю, не бажав йти на компроміс в питанні Тайваню, вважаючи його невідємною частиною Китаю. Відомо, що Цзян намагався вплинути на вибори в 1996 році на Тайвані, проводячи навчання із запуску ракет, спрямовані на залякування тайванських виборців і втручання в міжнародне судноплавство, що призвело до Третьої кризи в Тайванській протоці. До 1998 року напівофіційні переговори припинилися.
Чень Шуйбянь був обраний президентом РК у 2000 році. Політично Чень виступав за незалежність Тайваню. Відмова Ченя від Консенсусу 1992 року з наполяганням КНР на тому, щоб РК погодилася на принцип «Єдиного Китаю» для проведення переговорів, завадила покращенню відносин між комуністами та владою Тайваня.
До 1970-х років міжнародне співтовариство загалом вважало Гоміньдан на Тайвані законним представником Китаю, але і збільшувалась кількість держав, що визнавали Китайську Народну Республіку. 1954 року Китайська Республіка та Сполучені Штати Америки підписали Китайсько-американський договір про взаємну оборону. 1971 року ООН визнала Китайську Народну Республіку єдиним законним представником Китаю (Резолюція Генеральної Асамблеї ООН № 2758). Уряд Гоміньдану заявив позицію «Хань і зрадники не можуть бути разом» та оголосив про вихід з ООН. Після цього міжнародна підтримка Китайської Республіки значно погіршилися. 1979 року, коли США розірвали офіційні відносини, це ще більш ускладнило дипломатичне становище РК. Останніми роками уряд РК кілька разів намагався знову подати заявку на вступ до міжнародних організацій, таких як ООН і Всесвітня організація охорони здоров'я, але у зв'язку з протидією КНР успіху не досягнув.
Питання про політичний статус Тайваню або про те, чи обидві сторони рухаються до об'єднання чи прагнуть незалежності де-юре, досі не вирішене. Китайська Народна Республіка як на внутрішньому, так і на міжнародному рівнях стверджує: «Незалежно від чиєїсь точки зору в історії, уряду чи міжнародного права, Тайвань є невіддільною частиною Китаю. Політичний статус Тайваню є внутрішньою справою Китаю, і, будучи переконаними у відсутність бажання на мирне об'єднання, а також певні інші умови, уряд Китаю не відмовляється від використання сили для вирішення питання воз'єднання». Ті, хто підтримує незалежність Тайваню, вважають, так як у Сан-Францискому договорі, підписаному між Японією та США, є нечіткі формулювання про передачу Тайваню (статус Тайваню не було вирішено), а тому майбутнє Тайваню повине вирішуватися жителями Тайваню, а Китайській Народній Республіці не буде дозволено погрожувати застосуванням сили.
14 березня 2005 року Всекитайські збори народних представників Китайської Народної Республіки прийняли Закон про заборону сецесії, вперше чітко закріпивши в юридичній практиці принцип одного Китаю. Починаючи з 26 квітня 2005 року Гоміндан та різні політичні партії Синього альянсу відвідали материковий Китай, що сприяло пожвавленню політичного діалогу між двома сторонами (Відвідування Синім альянсом материкового Китаю), але відносини між протоками все ще повні невизначеностей.

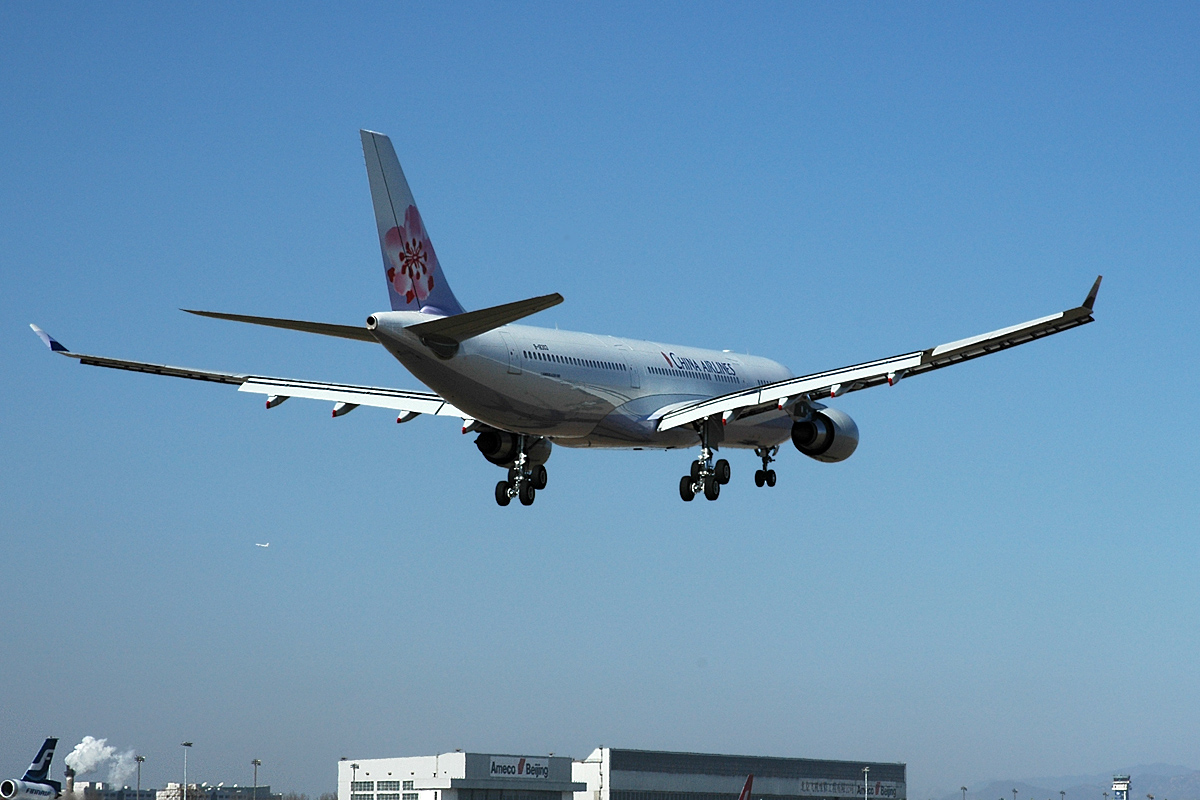
Рейс CAL581, перший прямий рейс TPE — PEK, також перший прямий рейс між материковим Китаєм і Тайванем, 29 січня 2005 р.

4 липня 2008 року, вперше за шістдесят років, материковий Китай і Тайвань відновили регулярні прямі чартерні рейси через протоку у вихідні дні, ознаменувавши це як «новий початок» їхніх напружених відносин. Лю Шаоюнь, голова авіакомпанії China Southern Airlines, пілотував перший рейс із Гуанчжоу до аеропорту Тайбей Суншань. Одночасно тайванська авіакомпанія China Airlines вилетіла до Шанхая. Загалом п'ять міст материкового Китаю з'єднувалися з вісьмома аеропортами Тайваню, чотири дні на тиждень, здійснюючи 36 рейсів туди й назад через Тайванську протоку. Це зменшило час на повітряні подорожі, адже раніше необхідно було здійснювати тривалу зупинку в Гонконзі.
7 листопада 2015 року в Сінгапурі відбулася зустріч президента КР Ма Їнцзю та генерального секретаря КПК Сі Цзіньпіна.
З роками визнання РК зменшувалося. Визнання було відкликано Гамбією в 2013 році, Сан-Томе і Прінсіпі 21 грудня 2016 року, Фіджі в травні 2017 року (разом з неофіційними відносинами з 1996 року), Панамою 13 червня 2017 року, Домініканською Республікою 1 травня 2018 року, Буркіна-Фасо 24 травня 2018 року, Сальвадором 20 серпня 2018 року, Кірибаті та Соломоновими Островами у вересні 2019 року, Нікарагуа у грудні 2021 року та Гондурасам у березні 2023 року. Тільки 12 держав-членів ООН (Гватемала, Беліз, Есватіні, Гаїті, Сент-Кітс і Невіс, Сент-Люсія, Сент-Вінсент і Гренадини, Парагвай, Науру, Тувалу, Маршаллові Острови і Палау), а також Святий Престол підтримують відносини з РК.

## Економічне зростання
У післявоєнний період на Тайвані не вистачало товарів і матеріалів, економіка була в депресії, а інфляція була значною. Після того, як національний уряд переїхав на Тайвань, сільське господарство першим почало розвиватися, і в 1953 році економіка Тайваню повернулася на довоєнний рівень. Після цього уряд проводив політику «Розвитку промисловості разом із сільським господарством» (以農養工) на засадах, закладених ще під час правління Японії. Завдяки капіталу, кваліфікованій робочій силі, американській допомозі тощо, економіка Тайваню поступово рухалася до швидкого зростання. У 1950-х роках уряд проводив політику імпортозаміщення, за допомогою сільського господарства підтримував промисловий сектор, ведучи торгівлю сільськогосподарською продукцією за іноземну валюту, імпортуючи промислове обладнання, таким чином розвиваючи промисловий сектор. Уряд підвищив тарифи, контролював обіг іноземної валюти та обмежив імпорт, щоб захистити вітчизняну промисловість. До 1960-х років імпортообмінна промисловість Тайваню зіткнулася з проблемою насичення внутрішнього ринку. У той же час заводи деяких промислово розвинутих країн через зростання заробітної плати та з інших причин повільно переміщувалися в певні райони, де була розвинута промисловість, так і низька вартість робочої сили. Отже, економічна політика Тайваню змінилася на розширення експорту. 1960 року уряд прийняв «Положення про заохочення інвестицій», активно змагаючись за іноземні ділові інвестиції на Тайвань. 1966 року уряд створив Гаосюнську зону експортної обробки, першу в Азії зону експортної обробки, щоб розширити виробниче виробництво. У ролі виробничої релейної станції Тайвань став ланкою в міжнародній системі розподілу праці. 1963 року частка промисловості в економіці Тайваню перевищила частку сільського господарства. З 1968 року Тайвань підтримував двозначне довгострокове середньорічне економічне зростання аж до нафтової кризи 1973 року. 1971 року Тайвань мав позитивне сальдо зовнішньої торгівлі і з того часу залишався експортером і великим виробником електронних товарів.
Після евакуації на Тайвань Чан Кайші слідував ідеалам Сунь Ятсена про тридемізм і добробут. Земельна реформа Чана більш ніж подвоїла землеволодіння тайванських фермерів. Це зняло з них тягар орендної плати, а колишні власники землі використовували урядову компенсацію, щоб стати новим класом капіталістів. Він пропагував змішану економіку державної та приватної власності з економічним плануванням. Чан також пропагував 9-річну обов'язкову освіту та важливість науки для Тайваню. Ці заходи принесли великий успіх завдяки стабільному та сильному зростанню та зменшення інфляції.

## Спорт
Футбол був відкритий для Тайваня в 1916 році Едвардом Бендом, який був директором середньої школи у Чан Жун на Тайнані. Його футбольна команда була першою створеною на Тайвані, і всі нинішні команди певним чином є її нащадками.
Після громадянської війни в Китаї Міжнародний олімпійський комітет (МОК) у 1954 році визнав олімпійські комітети КНР і РК. 1958 року КНР вийшла з МОК і дев'яти інших міжнародних спортивних організацій на знак протесту проти політики двох Китаїв. Після виходу КНР МОК використовував низку назв у міжнародній олімпійській діяльності, щоб відрізнити КР від КНР. «Формоза» використовувалася на літніх Олімпійських іграх 1960 року, а «Тайвань» — у 1964 та 1968 роках. 1975 року КНР подала заявку на повернення до МОК як єдиної спортивної організації, що представляє весь Китай. Команда Тайваню, яка змагалася під назвою Китайська Республіка на попередніх Олімпійських іграх, отримала відмову від уряду країни-господаря Канади на Літніх Олімпійських іграх 1976 року представляти себе як «Китайську Республіку» або використовувати «Китай» у своїй назві. У квітні 1979 року МОК визнав Олімпійський комітет КНР і зберіг визнання Олімпійського комітету, розташованого в Тайбеї. 1981 року уряд Республіки Китай офіційно прийняв назву «Китайський Тайбей».

## Дивіться також
- Тайванські ханці[en]
- Історія Китайської Народної Республіки